# Chlaenius orbicollis
Chlaenius orbicollis is een keversoort uit de familie van de loopkevers (Carabidae). De wetenschappelijke naam van de soort is voor het eerst geldig gepubliceerd in 1876 door  baron Maximilien de Chaudoir. De soort komt voor in het Nilgirigebergte aan de zuidwestelijke kant van het hoogland van Dekan (India).